# Адольф Шаумбург-Ліппський
Адольф Вільгельм Віктор Шаумбург-Ліппський (нім. Adolf Wilhelm Viktor zu Schaumburg-Lippe), (нар. 20 липня 1859 — пом. 9 липня 1916) — принц Шаумбург-Ліппський з дому Ліппе, син князя Шаумбург-Ліппе Адольфа Георга та принцеси Ерміни Вальдек-Пірмонтської. Зять кайзера Фрідріха III. Генерал кінноти прусської армії. Один із командувачів німецького війська в часи Першої світової війни.

## Біографія
Народився 20 липня 1859 року у Бюккебурзі. Був сьомою дитиною та четвертим сином в родині спадкоємного принца Шаумбург-Ліппе Адольфа Георга та його дружини Ерміни Вальдек-Пірмонтської. Мав старших сестер Ерміну й Іду та братів Георга, Германа та Отто Генріха. Правлячим князем Шаумбург-Ліппе в той час був їхній дід Георг Вільгельм. У листопаді 1860 року він помер, і престол успадкував Адольф Георг.
У 1872—1874 роках освітою Адольфа та його брата Отто Генріха відав гувернер Губерт Максиміліан Ерміш.

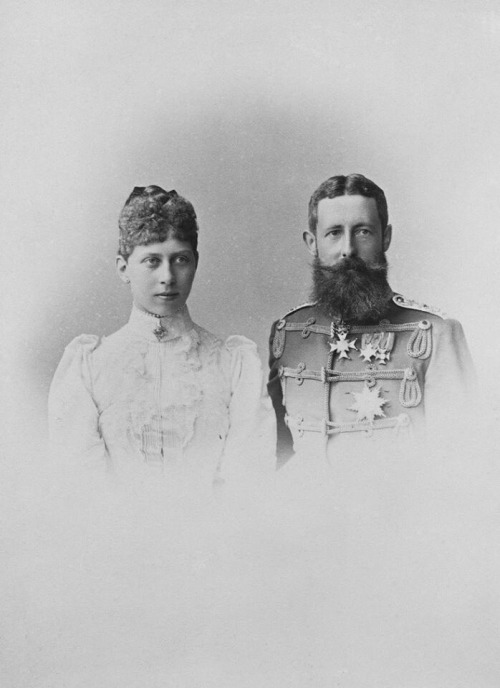
Фото з заручин

У 1890 році під час візиту к Марії цу Від зустрівся із прусською принцесою Вікторією, сестрою кайзера Вільгельма II. У тому ж році відбулося їхнє весілля. Церемонія вінчання 31-річного Адольфа та 24-річної Вікторії пройшла 19 листопада в Берліні. Після церемонії відбувся бенкет, на якому імператор Вільгельм щиро запевняв подружжя в «його захисті та дружній турботі». 
Після тривалого медового місяця, під час якого пара відвідала кілька країн, молодята оселилися в палаці Шаумбург в Бонні. Через певний час у Вікторії стався викидень. Дітей у них не було.
Принц служив у гусарському полку «Король Вильгельм I» № 7. У 1895—1897 роках був регентом князівства Ліппе-Детмольд через душевну хворобу князя Александра.
Під час Першої світової війни був заступником Генерального командувача VIII армійського корпусу.
Помер у Бонні 9 липня 1916 року. Похований у мавзолеї Бюккебургу.

## Нагороди

### Вюртемберзьке королівство
- Орден Вюртемберзької корони, великий хрест (1886)
- Рятувальна медаль (Вюртемберг)

### Прусське королівство
- Орден Чорного орла з ланцюгом
  - орден (17 листопада 1890)
  - ланцюг (18 січня 1892)
- Орден Чорного орла, великий хрест
- Хрест «За вислугу років» (Пруссія)
- Рятувальна медаль

### Велике герцогство Баденське
- Орден Вірності (Баден) (1893)
- Орден Бертольда I (1893)

### Шаумбург-Ліппське князівство
- Хрест «За вислугу років» (Ліппе)
- Срібний хрест «За військові заслуги» (Ліппе)
- Срібний медаль «За військові заслуги» (Ліппе)

### Ройсс
- Хрест Заслуг 1-го класу
- Почесний хрест (Ройсс) 1-го класу

### Інші країни
- Орден дому Ліппе, почесний хрест 1-го класу (Ліппе-Детмольд)
- Орден дому Саксен-Ернестіне, великий хрест
- Орден Заслуг герцога Петра-Фрідріха-Людвіга, великий хрест із золотою короною (Велике герцогство Ольденбурзьке)
- Орден Білого Сокола, великий хрест (Велике герцогство Саксен-Веймар-Айзенаське)
- Орден «За заслуги» (Вальдек) 1-го класу
- Орден «Османіє» 1-го класу (Османська імперія)
- Орден Лазні, почесний великий хрест (Британська імперія)